# Myzostoma pulvinar
Myzostoma pulvinar is een ringworm uit de familie Myzostomatidae.
Myzostoma pulvinar werd in 1884 voor het eerst wetenschappelijk beschreven door Graff.